# Diecezja Villa María
Diecezja Villa María (łac. Dioecesis Civitatis Mariae) – diecezja Kościoła rzymskokatolickiego w Argentynie, sufragania archidiecezji Córdoba.

## Historia
11 lutego 1957 roku papież Pius XII bullą Quandoquidem Adoranda erygował diecezję Villa María. Dotychczas wierni z tym terenów należeli do archidiecezji Córdoba.

## Ordynariusze
- Alberto Deane CP (1957 - 1977)
- Cándido Rubiolo (1977 - 1979)
- Alfredo Guillermo Disandro (1980 - 1998)
- Roberto Rodríguez (1998 - 2006)
- José Ángel Rovai (2006 - 2013)
- Samuel Jofré (od 2013)